# Anisoptera grossivenia
Anisoptera grossivenia là một loài thực vật thuộc họ Dipterocarpaceae. Tên gọi grossivenia xuất phát từ Latin (grossus = an unripe fig venius = veined) và chỉ đê rén các viền thẳng đứng quanh phần phình to của mặt sau lá. A. grossivenia là một loài cây cao đến 60 m, có ở mixed dipterocarp forest và its ecotone tới kerangas forests (Ashton 2004). Đây là loài đặc hữu của Borneo. Loài này có ở 2 vùng được bảo vệ (Vườn quốc gia Vườn quốc gia Bako và Lambir), ở những nơi khác nó đang bị đe dọa do mất môi trường sống.